# هربرت غروف دورسي
هربرت غروف دورسي (بالإنجليزية: Herbert Grove Dorsey)‏ هو مخترِع وفيزيائي أمريكي، ولد في 24 أبريل 1876 في كيركرسفيل في الولايات المتحدة، وتوفي في 1961.